# 鲍里斯·斯科瑟廖夫
鲍里斯·斯科瑟廖夫（1896年6月12日—1989年2月27日），俄罗斯帝国冒险家，曾于1934年宣称自己是安道尔国王“鲍里斯一世”。
鲍里斯出生于立陶宛的白俄罗斯裔贵族家庭。俄国二月革命后，他向英国寻求政治庇护，并作为英国军人参与第一次世界大战，战后进入英国外交部工作。1920年移居荷兰，但被荷兰情报与安全总局以“国际骗子”的身份列入“外国知名革命者名单”中。尽管如此，他仍声称自己为荷兰王室工作。1930年代初期，鲍里斯前往了安道尔公国。1934年5月，鲍里斯以自己伪装的欧洲贵族身份向安道尔政府递交文件，向安道尔政府提出了建设避税天堂、鼓励外国投资等建议。

## 早年
鲍里斯出生于俄罗斯帝国的维尔纽斯。他后来得到的荷兰护照中记载他的头衔为“鲍里斯·德·斯科瑟廖夫男爵”，不过根据其在第一次世界大战中的经历，也有推断认为他只是来自于一个下级贵族家庭。
鲍里斯的教育经历非常模糊，在一些媒体报道中，说他自称曾与爱德华八世有过儿时情谊 ，也自称就读于路易大帝中学和牛津大学莫德林学院，不过牛津大学莫德林学院和路易大帝中学均否认了他的学生身份。
人们对鲍里斯的多数了解均在他到安道尔之后，而在那之前则知之甚少。自1917年俄国革命后，他就向英国寻求政治庇护并作为英国军人服役两年，参与了第一次世界大战。一战后，他因为涉及支票诈骗而被多家媒体报道。据称他此后曾在英国外交部任职并前往俄罗斯、日本和美国等地参与了多次机密任务。根据他的相关行动，他的上级在相关报告中报告了他的语言天赋，称其有能力与外国人建立很好的联系。
英国外交部文件显示，鲍里斯于1925年退役并移居荷兰，其后声称为荷兰王室工作，并被威廉明娜女王授予一个通常留给王室成员的“奥兰治伯爵”头衔。然而荷兰政府的一份文件表明，鲍里斯从未为荷兰政府或荷兰王室工作过，也从未被授予过任何头衔，但是曾被荷兰情报与安全总局以“国际骗子”的身份列入“外国知名革命者名单”中。

## 两访安道尔

### 首次到访安道尔
首次到访安道尔期间，鲍里斯于圣胡利娅-德洛里亚附近的圣科洛马定居。有资料表明，在这次到访期间，他就已经开始调查安道尔的农民、工匠等，准备发动“政变”。
1934年5月17日，鲍里斯向安道尔总委员会递交了一份改革计划，不过总委员会并未采纳，并且几位委员嘲笑其称：“你不是安道尔人，无权干涉我们的事务。如你再犯，本委员会保留向宗主国请求裁决的权利。”